# Fritz Herzog
Fritz Herzog (Alemanha, 6 de dezembro de 1902 — East Lansing, 21 de novembro de 2001) foi um matemático estadunidense. É conhecido por seu trabalho sobre análise complexa e série de potências.